# Баба-Тонка
Баба-Тонка (болг. Баба Тонка) — село в Болгарии. Находится в Тырговиштской области, входит в общину Попово. Население составляет 112 человек (2022).
Переименовано в 1934 году в честь Тонки Обретеновой, ранее называлось — Каравеллер.

## Политическая ситуация
Баба-Тонка подчиняется непосредственно общине и не имеет своего кмета.
Кмет (мэр) общины Попово — Людмил Веселинов (коалиция в составе 2 партий; Федерация Активного Гражданского Общества (ФАГО), Гражданский союз за новую Болгарию (ГСНБ)) по результатам выборов.